# Đermano Ćićo Senjanović
Đermano Ćićo Senjanović (Split, 1949. – Split, 18. ožujka 2013.) je bio hrvatski novinar, humorist i jedan od osnivača satiričnog tjednika Feral Tribune.
Rodio se u Splitu, gdje je završio osnovno i srednje obrazovanje, a diplomirao je na ekonomskom fakultetu u Zagrebu. Najveći dio novinarske karijere odradio je u Slobodnoj Dalmaciji, gdje je uređivao i humoristični podlistak Pomet, a zatim je sa suradnicima uređivao satirični tjednik Feral Tribune.

## Ostalo
- "Libar Miljenka Smoje oli ča je život vengo fantažija" - arhivska snimka dokumentarnog serijala (2012.)